# Lei Jun
Lei Jun (cinese: 雷军; Xiantao, 16 dicembre 1969) è un imprenditore cinese, conosciuto per aver fondato Xiaomi, una delle più grandi aziende di elettronica di consumo del mondo.
Nominato nel 2014 da Forbes uomo d'affari dell'anno, all'inizio del 2019 è considerato, sempre secondo Forbes, tra gli uomini più ricchi della Cina (11º posto) mentre occupa il 118º nel mondo con un patrimonio stimato in 10,9 miliardi di dollari.
L'abitudine di Lei di usare deliberatamente presentazioni con slide e di vestire come l'ex CEO di Apple, Steve Jobs, ha attratto varie critiche.

## Biografia
Lei nasce il 16 dicembre 1969 a Xiantao, Hubei, Cina. Si diploma alla Mianyang Middle School nel 1987 e inizia a frequentare la Wuhan University, dove si laurea in informatica (computer science) nel 1991. Lei lavora alla Kingsoft come ingegnere e diventa presidente dell'azienda nel 1998. Nel 2000 fonda Joyo.com, una libreria online, poi venduta ad Amazon nel 2004 per USD$75 milioni. Il 20 dicembre 2007 si dimette dalla Kingsoft per "ragioni di salute".
Dopo le dimissioni dalla Kingsoft, Lei investe in Vancl.com e UCWeb. Nel 2008 diventa presidente di UCWeb. Il 6 aprile 2010 Lei Jun fonda Xiaomi, un'azienda di elettronica che produce smartphone, applicazioni mobile e altra elettronica di consumo. Lei possiede anche una piccola fetta della azienda di e-commerce Lakala e della piattaforma di streaming video e di social networking YY.
Nel 2011 Lei investe in oltre 20 aziende in Cina. Continua a investire in imprese di e-commerce, social networking e nel settore della tecnologia mobile, attraverso la ShunWei, una società di investimenti di cui è stato cofondatore. Il 29 agosto 2011 Lei rientra a fare parte di Kingsoft come direttore esecutivo dell'azienda. Nel 2014 è già l'ottava persona più ricca della Cina con un patrimonio netto di USD$9.9 miliardi.
Nel marzo 2015 investe una cifra non conosciuta nella Yu Jia Hui, una azienda specializzata in cosmetici e cura della pelle. Nell'aprile 2015 Lei Jun e la Xiaomi hanno già investito su più di 20 start-up e progettano di investire in altre 100 per aiutare Xiaomi ad espandersi e crescere esponenzialmente.

## Vita privata
Lei Jun è sposato e ha due figli.

## Riconoscimenti
Nel corso della sua vita, Lei Jun, ha ricevuto vari premi. Nel 1999, 2000 e 2002 gli è stato conferito il  Top 10 IT Figures; È stato scelto come Top 10 Figures of Gaming nel 2005; è stato scelto dalla China Central Television per far parte della classifica dei 10 migliori uomini d'affari cinesi; nel 2013 è stato ritenuto tra gli 11 uomini più influenti in Asia da Fortune e ha ricevuto anche il premio come imprenditore più importante da BAZAAR Men’s Style.